# Озило
Озило (итал. Osilo) је насеље у Италији у округу Сасари, региону Сардинија.
Према процени из 2011. у насељу је живело 2741 становника. Насеље се налази на надморској висини од 616 м.

## Становништво
Према резултатима пописа становништва 2011. у општини је живело 3.204 становника.
| 1931. | 1936. | 1951. | 1961. | 1971. | 1981. | 1991. | 2001. | 2011. |
| ----- | ----- | ----- | ----- | ----- | ----- | ----- | ----- | ----- |
| 5.502 | 5.684 | 5.727 | 5.266 | 4.402 | 3.973 | 3.847 | 3.498 | 3.204 |